# Reinoud I van Soissons
Reinoud I van Soissons (985-1057) was van 1019 tot aan zijn dood graaf van Soissons.

## Levensloop
Reinoud I was de derde zoon van graaf Nocher II van Bar-sur-Aube en gravin Adelise van Soissons.
Na de dood van zijn vader in 1019 werd hij graaf van Soissons. Tevens was hij grootmeester van Frankrijk. 
Tijdens zijn latere regeerperiode regeerde hij samen met zijn zoon Gwijde II, die in 1042 voor het eerst vermeld wordt als medegraaf van Soissons. In 1057 stierven beiden bij het Beleg van Soissons, mogelijk uitgevochten bij de Kathedraal van Soissons, waarvan de precieze omstandigheden niet bekend zijn. Na hun dood werd Reinouds dochter Adelheid gravin van Soissons, samen met haar echtgenoot Willem Busac, zoon van graaf Willem I van Eu.

## Huwelijk en nakomelingen
De echtgenote van Reinoud was de weduwe van graaf Hilduin III van Montdidier, maar haar naam en afkomst zijn onbekend gebleven. Zij kregen volgende kinderen:
- Gwijde II (overleden in 1057), medegraaf van Soissons
- Adelheid (overleden in 1105), gravin van Soissons, huwde met Willem Busac